# Christin Heim
Christin Heim (* 3. April 1985 in Timișoara, Rumänien) ist eine deutsche Schauspielerin.

## Leben
Christin Heim wurde in Rumänien geboren, wuchs in Baden-Württemberg auf und machte 2004 ihr Abitur.
Von 2005 bis 2008 absolvierte sie ein Schauspielstudium an der Schauspielschule Charlottenburg in Berlin. Während ihres Studiums spielte sie bereits in den Kammerspielen des Deutschen Theaters Berlin in einer Inszenierung von Arthur Millers Hexenjagd mit. Im Alter von 23 Jahren erhielt sie ihr erstes Festengagement am Stadttheater Gießen und debütierte in Michael Frayns Komödie Der nackte Wahnsinn, wo sie in der Rolle der „Brooke“, eine der Hauptrollen, zu sehen war. Von 2008 bis 2010 war sie dort Ensemblemitglied und spielte weitere Hauptrollen in Stücken wie Beaumarchais Figaros Hochzeit, Ibsens Baumeister Solneß und Igor Bauersimas norway.today.
Ihre erste größere TV-Rolle spielte sie neben Dietmar Bär und Klaus J. Behrendt im Kölner Tatort (Folge Unter Druck).
Seitdem dreht Heim für diverse Film- und Fernsehformate in Haupt- und Nebenrollen wie SOKO Leipzig, Kreuzfahrt ins Glück, Notruf Hafenkante sowie SOKO Wismar.
In der vom ZDF von Mai bis September 2012 ausgestrahlten Telenovela Wege zum Glück – Spuren im Sand spielte sie von Folge 23 bis zur letzten Folge die Rolle der Jule Sieverstedt.
2013 übernahm sie außerdem erneut eine Rolle für den ARD-Quotenhit Tatort (Folge Brüder), in der sie die Ehefrau des Clananführers Hassan Nidal spielte. Durch die erzielten Rekordquoten wurde die Bremer Produktion zum erfolgreichsten Bremer Tatort seit 1982.

## Filmografie
- 2006: Die Teuflische, Regie: Hans-Henning Borgelt
- 2006: Verliebt in Berlin, Regie: Conny Dohrn
- 2007: Vom Atmen unter Wasser, Regie: Winfried Oelsner
- 2008: Türkisch für Anfänger, Regie: Oliver Schmitz
- 2009: Alisa – Folge deinem Herzen, Regie: Walter Franke
- 2010: Meine wunderbare Familie, (Episode Auf neuen Wegen), Regie: Monika Zinnenberg
- 2011: Tatort – Unter Druck, Regie: Herwig Fischer
- 2012: Wege zum Glück – Spuren im Sand, Regie u. a. Axel Hannemann, Conny Dohrn
- 2013: Notruf Hafenkante, (Episode Good Cop, Bad Cop), Regie: Oren Schmuckler
- 2013: SOKO Wismar, (Episode Über den Dächern von Wismar), Regie: Oren Schmuckler
- 2013: SOKO Leipzig, (Episode Letzte Weihen), Regie: Herwig Fischer
- 2013: Heiter bis tödlich: Hauptstadtrevier, (Episode Die letzte Runde), Regie: Ulrike Hamacher
- 2013: Kreuzfahrt ins Glück – Hochzeitsreise in die Provence
- 2014: Tatort – Brüder, Regie: Florian Baxmeyer
- 2014: SOKO Köln, (Episode Schutzengel), Regie: Ulrike Hamacher
- 2016: Notruf Hafenkante, (Episode Auf beiden Augen blind), Regie: Rolf Wellingerhof
- 2016: SOKO Leipzig, (Episode Harte Jungs), Regie: Sven Fehrensen
- 2016: SOKO Wismar, (Episode Tödlich frisch), Regie: Oren Schmuckler
- 2018: Der Staatsanwalt, (Episode Um jeden Preis), Regie: Ayse Polat
- 2019: SOKO Leipzig, (Episode Kenny), Regie: Oren Schmuckler
- 2021: Notruf Hafenkante, (Episode Die Nixe), Regie: Oren Schmuckler
- 2022: Tatort: Die Blicke der Anderen (Fernsehreihe)
- 2023: Bettys Diagnose, (Episode Verschossen), Regie: Jurij Neumann

## Theater (Rollenauswahl)

### Stadttheater Gießen
- 2008: Ulrich Hub – An der Arche um acht (Regie: Meike Niemeyer)
- 2008–2010: Michael Frayn – Der nackte Wahnsinn (Brooke, Regie: Matthias Kniesbeck)
- 2009: Igor Bauersima – norway.today (Julie, Regie: Meike Niemeyer)
- 2009: Beaumarchais – Figaros Hochzeit (Suzanne, Regie: Klaus Hemmerle)
- 2009: Georg Büchner – Woyzeck (Kätchen, Regie: Thomas Goritzki)
- 2009: Tina Müller – Türkisch Gold (Luiza, Regie: Abdul M. Kunze)
- 2009: Eugène Ionesco – Die Nashörner (Regie: Thomas Goritzki)
- 2009–2010: Henrik Ibsen – Baumeister Solneß (Hilde, Regie: Wolfram Starczewski)
- 2010: William Shakespeare – Wie es euch gefällt (Celia, Regie: Ragna Kirck)

### Deutsches Theater Berlin
- 2008: Arthur Miller – Hexenjagd (Mercy, Regie: Thomas Schulte-Michels)